# Maxus V70
Maxus V70 — малотоннажный грузовой автомобиль, выпускающийся подразделением Maxus компании SAIC Motor с 2023 года. В иерархии расположен выше Maxus V80 и продаётся под названием Maxus Xintu (途途) V70.

## Описание

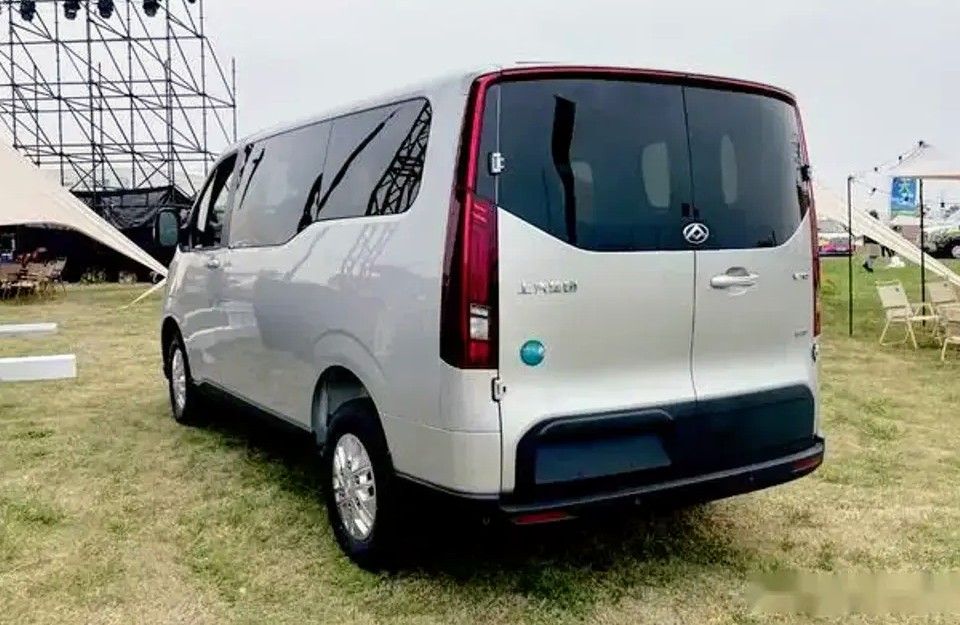
Вид сзади

Maxus V70 планировалось представить онлайн в ноябре 2022 года. Вместимость автомобиля варьируется от 5 до 9 мест.
Автомобиль оснащён 2,0-литровым рядным четырёхцилиндровым турбодизельным двигателем мощностью 93 кВт (125 л. с.), который развивает максимальную скорость 156 км/ч. Заявленный расход топлива 7,4 л/100 км.

## EV70
Полностью электрический вариант продаётся в Китае под названием Maxus EV70.
Ёмкость аккумулятора варьируется от 77 до 88 кВт⋅ч. Автомобиль выпускается в комплектациях L1H1 (4998x2030x1990 мм), L2H1 (5364x2030x1990 мм) и L2H2 (5364x2030x2390 мм). Встроенное зарядное устройство рассчитано на мощность 11 кВт переменного тока, в то время как через постоянный ток возможно 90 кВт.

## Iveco Fidato
Iveco Fidato (聚星, Juxing) считается модернизированным вариантом Maxus V70, который выпускается компаниями SAIC и Iveco. Fidato имеет рестайлинговый передний бампер, а габариты, технические характеристики и силовые агрегаты идентичны Maxus V70.